# 九江城市轨道交通
九江城市轨道交通是中华人民共和国江西省九江市规划中的城市轨道交通系统，于2019年列入江西省高铁经济带发展规划（2019-2025年）所提的涵盖城际、市域铁路、城市新型轨道交通等多层次、多模式的城市群轨道交通体系。制式2018年规划采用为跨坐式单轨。此外，九江综合保税区拥有福川云轨生产基地，2020年，九江推进从庐山高铁站到庐山景区的云滴示范线，该线为中国第一条云滴示范线,该项目可以满足庐山轨道交通的需要。

## 兴建条件
九江是江西省第二大城市，也是长江最重要的港口城市之一。为缓解城区交通压力，满足九江城镇化发展水平和扩张经济总量的要求，九江势必要兴建轻轨系统，2018年，市规划局公布的规划中轻轨系统拟选用为跨坐式单轨系统。 2019年，九江城市轨道交通列入江西省高铁经济带发展规划（2019-2025年）所提的城市群轨道交通体系，同年九江正式签约福川云轨。2020年，计划建设中国首条云滴示范线。

## 历史进程
- 2011年12月2日，市委书记钟利贵就“十二五”九江中心城区规划及推进城镇化发展在市建设规划局进行调研。
- 2011年12月18日，九江轨道交通获得国务院相关部门批准。
- 2012年12月31日，九江市综合交通体系规划公示[7][8]，初期规划共三条线将有5个换乘站[9]。
- 2018年，九江轨道交通线网规划批前公示正式发布，九江轨道交通拟选用为跨坐式单轨制式。[5]
- 2019年，九江正式签约福川云轨。[6]该项目计划用于从庐山高铁站到庐山风景区的九江旅游线。[3]
- 2020年，九江福川云轨生产基地项目建设快马加鞭。[10]同年10月，投资40亿的福川云轨设备进场。[11]同年发改委积极推进云滴示范线。[4]

## 线路
九江市城市轨道交通线网规划5条主线（含1条支线），分别为1号～5号线、1号线支线，远景总长约149km，设站89座，其中换乘站9座。
1号线: 起点为威家镇庐山北门站，经庐山大道、长虹大道、长虹西大道、财富大道、八里湖大道、江州大道、庐山北路、庐山南路到达沙河镇庐山高铁站。线路全长约31km，共设站19座。
1号线支线：起点为1号线庐山新城站，经庐山新城和怡芳苑南侧规划道路向东至芳兰村附近设鄱阳湖西站，线路全长6.6公里，设站3座。
2号线: 起点为莲花镇站，经十里大道、前进西路、长虹大道、长江大道、九瑞大道、龙开河路、浔阳路、庐峰东路、花果园北路、滨江东路至炼油厂。线路全长约23.38km，共设站18座。
3号线: 起点为九江火车站，沿庐山南路，长城路、九瑞大道、省道S304、铜城大道、赤乌大道、人民南路、瑞南线至瑞昌西火车站。线路全长约39.46km，共设站21座。
4号线: 起点为八里湖大道市政府站，经兴城大道、九园路、濂溪大道、木樨路、前进东路、青年路、德化路、浔南大道后接入荷花垅站，线路全长约13.38km，设站12座。
5号线：起点为通江西路赤湖东站，经通江东路、通江大道、赛城湖大道、环湖路、环湖南路、双瑞路、规划经一路、至终点庐山高铁站，线路全长约35.2km，共设站16座。
本次线网规划同时对庐山旅游轨道交通进行了初步规划，庐山旅游轨道交通由3条线组成，分别为索道旅游线、环庐山旅游线、庐山市支线。线路总长约85.4km，设站21座。
索道旅游线：由轨道交通2号线莲花镇站，经国道G105、发展大道、规划经一路至规划庐山高铁站西广场地下设终点站和1号线、5号线实现换乘。线路全长约16.6km，车站4座。
环庐山旅游线：由索道旅游线赛阳站，经国道G105、环南山公路、省道S212、县道X242、环山公路海公段、环山公路姑塘段至庐山大道设终点庐山北门站和1号线实现换乘。线路全长约59.4km，车站12座。
庐山市支线：由环庐山旅游线秀峰站，沿省道S212、秀峰大道、秀峰大道东路敷设至庐山市市区。线路全长约9.4km，车站5座。

## 其他
位于九江市境内的轨道交通除了本条目介绍的，还有已经运营的三叠泉缆车。

## 资料来源
1. ↑  . 江西省政府. （原始内容存档于2021-12-13）.
2. ↑  钟利贵：做好大九江轨道交通前期考察论证工作.九江新闻网.2011-02-24
3. 1 2  . 福川未来交通.   [2020-11-02]. （原始内容存档于2020-11-06）.
4. 1 2 3  . 九江市发展改革委员会. （原始内容存档于2021-12-13）.
5. 1 2 3  .   [2019-11-19]. （原始内容存档于2019-01-06）.
6. 1 2  . 九江日报.   [2020-09-11]. （原始内容存档于2021-12-13）.
7. ↑  .   [2013-11-14]. （原始内容存档于2016-03-04）.
8. ↑  .   [2013-01-19]. （原始内容存档于2015-05-07）.
9. ↑  .   [2013-01-19]. （原始内容存档于2015-06-10）.
10. ↑  . 九江网络广播电视台.   [2020-09-11]. （原始内容存档于2021-12-13）.
11. ↑  . 九江工信发布. 2020-10-30  [2020-11-02]. （原始内容存档于2020-11-08）.
12. ↑  .   [2019-09-06]. （原始内容存档于2019-09-06）.